# والتر جيسوب
والتر جيسوب (22 مارس 1899 في المملكة المتحدة - 25 ديسمبر 1960) (بالإنجليزية: Walter Jessop)‏ هو لاعب كريكت بريطاني (وحمل سابقاً جنسية المملكة المتحدة لبريطانيا العظمى وأيرلندا). لعب مع نادي مقاطعة غلوستر للكريكت ‏.

## وصلات خارجية
- والتر جيسوب على موقع إي آس بي آن كريك إنفو (الإنجليزية)